# Dobje, Grabštanj
Dobje (nemško Aich) je naselje v Občini Grabštanj v Okraju Celovec-dežela na Koroškem v Avstriji.